# Julius Aloysius Arthur Nieuwland
Reverendo Julius Arthur Nieuwland, CSC, Ph.D., ( 14 de febrero de 1878 – 11 de junio de 1936) fue un sacerdote belga de la Congregación de Santa Cruz, y profesor de Química y Botánica en la Universidad de Notre Dame. Es reconocido por sus contribuciones a los estudios del acetileno y su uso como base para un tipo de caucho sintético, que posteriormente llevaría a la invención del neopreno por DuPont.
Los progenitores del Padre Nieuwland migraron de Hansbeke, Bélgica en 1880 a South Bend en Indiana. Como joven , Nieuwland se enrola en la Universidad de Notre Dame, donde estudia latín y griego y recibe su título de grado en 1899. Posteriormente comienza estudios para el sacerdocio. Se ordena en 1903. Estudió Botánica y Química en la Universidad Católica de América, donde luego también enseñó. Durante sus estudios doctorales en la Química del acetileno, descubrirá el compuesto químico lewisita, pero abandona posteriores investigaciones, debido a su carácter de veneno.
Luego de recibir su Ph.D. en 1904, retornará a Notre Dame como profesor de Botánica (hasta 1918), para ser luego profesor de Química orgánica (hasta 1936). En 1920, Nieuwland polimeriza exitosamente acetileno dentro de divinilacetileno. Elmer Bolton, Director d Investigaciones en DuPont, usa esa investigación básica durante el desarrollo del neopreno.
Albert Bassermann retrató al Pr. Nieuwland en el filme Knute Rockne, All American como el párroco que trata de convencer a Knute Rockne a ser un químico más que un preparador de fútbol. Knute Rockne se gradúa de la "Notre Dame" con un grado en Farmacia en 1914 y será químico instructor en Notre Dame, mientras también dirigía a varios deportes a campo, de 1915 a 1922.

## Honores

### Epónimos
- (Asteraceae) Liatris nieuwlandii (Lunell) Gaiser[2]

- (Cyperaceae) Cyperus × nieuwlandii Geise[3]

- (Urticaceae) Adicea nieuwlandii Lunell[4]

- La abreviatura «Nieuwl.» se emplea para indicar a Julius Aloysius Arthur Nieuwland como autoridad en la descripción y clasificación científica de los vegetales.[5]